# Munkebäck

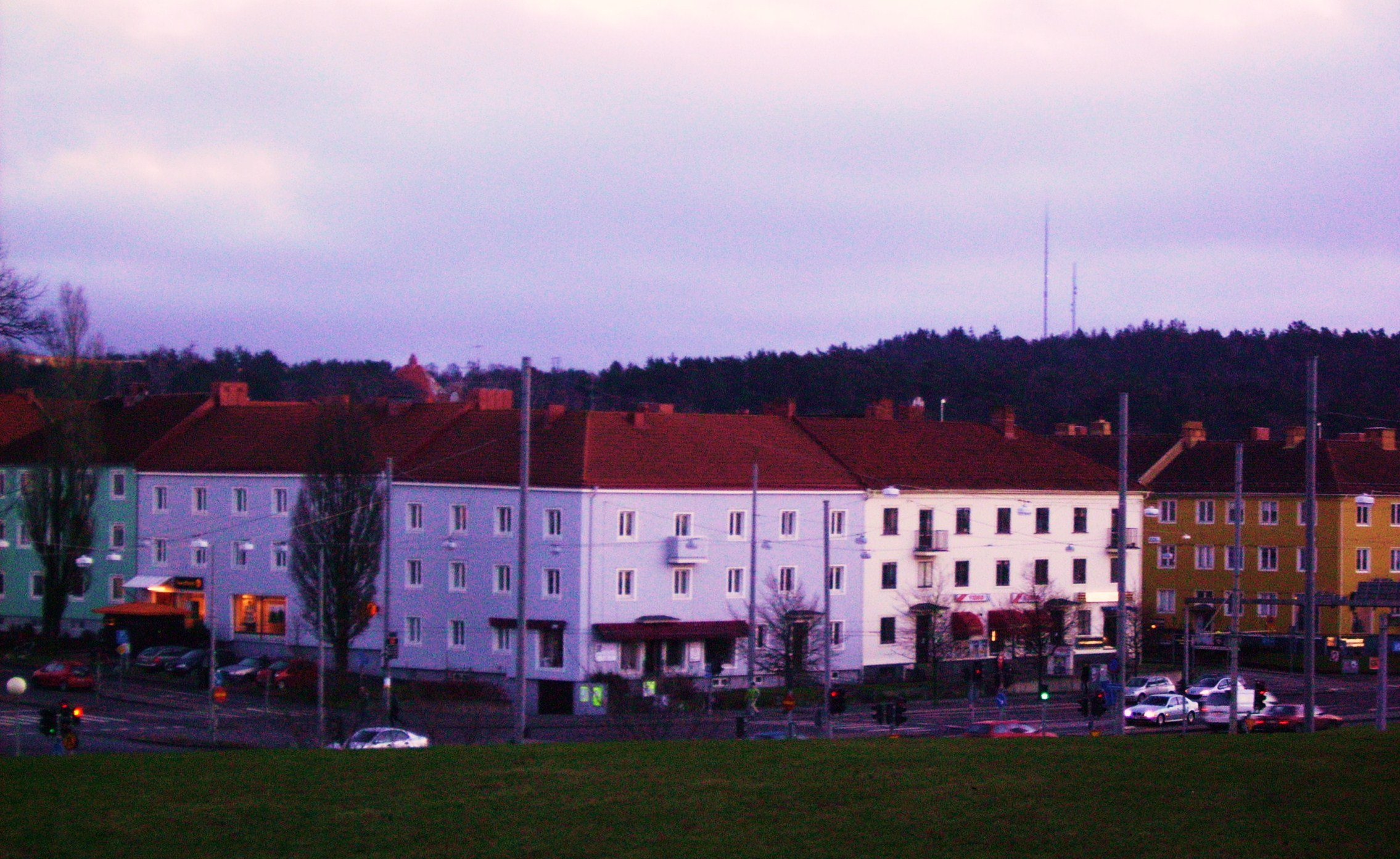
Hörnet av Torpagatan och Munkebäcksgatan, sett från Härlanda kyrka.

Munkebäck är en del av stadsdelen Kålltorp i östra Göteborg. Området har fått sitt namn av Munkebäcken, som är ett gammalt namn på Härlandabäcken (tidigast dokumenterat 1597). Munkebäcken är numera mest kulverterad, men bäcken avvattnar en del av Delsjöreservatet och stadsdelarna Örgryte, Härlanda med Vidkärr och Kålltorp. Munkebäcken rinner ner under E20 och vidare under Västra stambanan, Sävenäs och ansluter till Säveån vid Gamlestadstorget. Säveån rinner sedan ut i Göta älv.
Bäcken har fått sitt namn efter de munkar som vandrade längs bäcken från Klostret i Nya Lödöse till Härlanda gamla kyrka, nuvarande Härlanda kyrkoruin. Under vandringarna upptäckte munkarna att det även fanns gott om fisk i bäcken som de kunde ta vara på.